# 크리스천 쿡
크리스천 쿡(Christian Cooke, 1987년 9월 15일 ~ )은 잉글랜드의 배우이다.

## 출연 작품

### 영화
- 러브, 로지 - 그렉 역
- 일렉트리시티 - 마이키 오코너 역
- 드렁크 웨딩

### 드라마
- 디 아트 오브 모어 (Crackle)